# Roger Manganelli

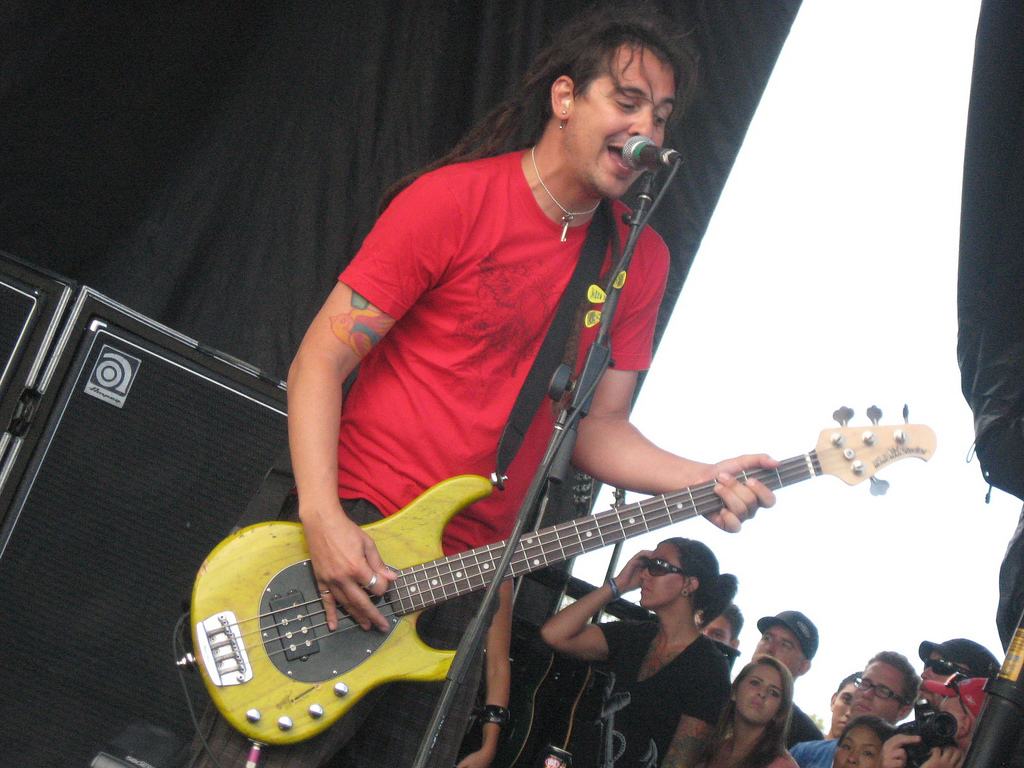
Roger ao vivo em Carson, Califórnia, no Van's Warped Tour, em 23 de agosto de 2009.

Rogério Lima Manganelli (31 de Outubro de 1974, Porto Alegre, Rio Grande do Sul, Brasil), mais conhecido como Roger Manganelli, é o baixista e um dos dois vocalistas de uma banda americana de ska punk, chamada "Less Than Jake". Roger foi nascido em Porto Alegre e criado em Gainesville, Flórida. Ele também é vocalista e guitarrista de uma outra banda, de punk rock, chamada "Rehasher". Em 2014 formou a dupla "Grenhorn", onde ele é guitarrista e divide os vocais com Jen Vito (No More) . Atualmente Roger tem substituído temporariamente Erick Melvin na banda NOFX, onde  demonstra claramente estar honrado por tocar em uma banda que tanto ama. Quando Manganelli não está tocando, ele está trabalhando com brinquedos e aviões ou desenvolvendo seu estúdio em casa chamado Moathouse Productions.

## Moathouse Productions
O "Moat House" é um apelido para a casa dos Manganelli, em Gainesville, na Flórida. "Moathouse Productions" é o nome do seu próprio estúdio, que fica no porão da casa de Roger. Lá, Roger trabalha com bandas pequenas, a maioria sem contrato. Ele trabalha com ferramentas profissionais e seus serviços ainda contam com mixagem, gravação, produção e etc. Lá ele também tem todos os equipamentos necessários disponíveis, para aqueles que desejam gravar em seu estúdio.

## Less Than Jake
Manganelli é o segundo baixista do Less Than Jake, (substituindo o baixista original Shaun Grief) e aparece em todos os álbuns da banda. Antes de tocar baixo, Roger tocava guitarra, e só começou a tocar baixo quando entrou no Less Than Jake. Além de tocar baixo, ele divide os vocais com Chris Demakes (guitarra / vocal ) e também é um dos compositores. Manganelli produz demos da banda e alguns lançamentos oficiais (por exemplo, Absolution for Idiots and Addicts em 2006) e co-produziu GNV FLA em 2008. Roger muitas vezes toca guitarra nas gravações. Ocasionalmente ele também toca a 2ª guitarra no palco com o Less Than Jake nas músicas "Last Hour Of The Last Day Work" ou em "The Brightest Bulb Has Burned Out/ Screws Fall Out.
Ele é conhecido por ser o mais conspicuoso membro do grupo, por causa de sua carismática presença no palco e também pelo seu estilo do cabelo, usando dreadlocks. Também é bem conhecido por dizer coisas insultosas no palco, verdadeiras ou não, chamando a atenção do público.
De equipamentos, Roger atualmente usa amplificadores "Ampeg", baixos de várias cores "Ernie Ball Musicman Sterling", e cordas "Ernie Ball".

## Rehasher
Roger Manganelli formou "Rehasher" em 2002, com os membros de "Army of Ponch and Savage Brewtality". Rehasher era o retorno as raízes do popular Less Than Jake. Ele é mais proativo sendo membro do Rehasher, sendo vocalista, guitarrista, compondo músicas e as produzindo. Em adição a isso, no último disco do Rehasher, Manganelli foi o responsável pela gravação da guitarra e do baixo, assumindo a responsabilidade de Ryan Geis e Gui Amador (ambos não deixaram a banda). Manganelli só tem tempo livre para trabalhar com o Rehasher quando o Less Than Jake entra em períodos de inatividades. No show do Less Than Jake, em Temple, Arizona em julho de 2008, Roger começou a trabalhar no segundo álbum do Rehasher que está quase completo e em breve será lançado.
1. ↑  «Songs written by Roger Manganelli». Secondhandsongs.com. 26 de junho de 2016. Consultado em 26 de junho de 2016
2. ↑  «Roger Manganelli Discography at Discogs». Discogs.com. 26 de junho de 2016. Consultado em 26 de junho de 2016